# Peter Jablonka
Peter Jablonka (* 22. August 1961 in Wien; † 21. Juli 2019) war ein österreichischer Prähistoriker.

## Leben
Peter Jablonka besuchte das Humanistische Gymnasium in Klagenfurt. Anschließend studierte er Ur- und Frühgeschichte sowie Klassische Archäologie an der Universität Wien und beendete das Studium 1986 als Magister. An Ausgrabungen nahm er seit 1980 in Österreich, Bulgarien (Durankulak), Georgien, dem Libanon und der Türkei teil. 1992 folgte die Promotion bei Herwig Friesinger am Institut für Ur- und Frühgeschichte der Universität Wien. Thema der Dissertation war „Die Siedlung auf der Gurina im Oberen Gailtal (Kärnten)“. Von 1991 bis 1994 war Jablonka dort Wissenschaftlicher Mitarbeiter. 1996 wechselte er als Wissenschaftlicher Angestellter an das Institut für Ur- und Frühgeschichte und Archäologie des Mittelalters der Universität Tübingen. Dort war er an Ausgrabungen und Feldforschungen in Troja (Teilnahme seit 1988) unter der Leitung von Manfred Korfmann und seit 2005 von Ernst Pernicka beteiligt ebenso wie an der Auswertung der Troja-Grabungen und der Publizierung der Ergebnisse. Er war eine der profiliertesten Stimmen in der Tübinger Troja-Debatte und übte in diesem Kontext scharfe Kritik an Frank Kolb. Zudem war Jablonka Fachmann für archäologische Fachinformatik und war unter anderem am Projekt „Virtuelle Archäologie - TroiaVR“ beteiligt, das Troja in virtueller Form rekonstruierte. Seit 2005 war er stellvertretender Grabungsleiter in Troja, Leiter des Troja-Archives und Mitherausgeber der Publikationen des Troja-Projektes der Universität Tübingen. Von 2006 bis 2009 war er Mitherausgeber der Bänder 16 bis 19 des Jahrbuchs Studia Troica. Seine Urne wurde am Tübinger Bergfriedhof beigesetzt.

## Schriften
- Die Siedlung auf der Dert bei Dreulach (Kärnten). Universität Wien, Wien 1986. [ungedruckte Dissertation]
- Die Gurina bei Dellach im Gailtal. Siedlung, Handelsplatz und Heiligtum. (= Aus Forschung und Kunst, Band 33), Geschichtsverein für Kärnten, Klagenfurt 2001, ISBN 3-85454-092-2.
- mit Birgit Brandau und Hartmut Schickert: Troia. Wie es wirklich aussah. Piper, München/Zürich 2004, ISBN 3-492-04610-X.
  - italienische Ausgabe: La misteriosa storia di Troia. Le millenarie e drammatiche vicende, tra realtà e leggenda, di una città simbolo dalla sua fondazione all'epoca romana e bizantina. (= I volti della storia, Band 164), Newton e Compton, Rom 2004, ISBN 88-541-0063-3.
  - türkische Ausgabe: Resimlerle Troya. Arkadaş, Ankara 2004.
- Herausgeber mit Ernst Pernicka und Charles Brian Rose: Troia 1987-2012. Grabungen und Forschungen 1. Forschungsgeschichte, Methoden und Landschaft. (= Studia Troica Monographien, Band 5). Habelt, Bonn 2014, ISBN 978-3-7749-3902-8. [2 Bände]